# Districte de Chhatrapati Sambhajinagar (Maharashtra)
El districte de Chhatrapati Sambhajinagar és una divisió administrativa de Maharashtra, a l'Índia, amb capital a Aurangabad. La superfície és de 10.100 km² i la població (cens del 2001) era de 2.897.013 habitants. La religió principal és l'hinduisme i la llengua el marathi superant en el primer cas el 90% i molt proper quant a llengua.

## Geografia
El riu principal és el Godavari sent també regat pel Tapti; rius menors són el Purna, Shivna i Khan. Les muntanyes principals són el Antur (826 m), Satonda (552 m), Abbasgad (671 m) i Ajintha (578 m).

## Administració
Administrativament està format per nou tehsils:
- Kannad
- Soygaon
- Sillod
- Phulambri
- Aurangabad
- Khultabad
- Vaijapur
- Gangapur
- Paithan.

## Història
Abans de l'era cristiana ja consta l'existència de Paithan com a lloc important. Claudi Ptolemeu l'esment com a capital de Pulumayi II, el rei andhra (vers 138-170); després de la caiguda dels andhra al segle iii no es tenen notícies certes però se suposa que va passar als chalukyes al segle vi i hi van governar força temps. El segle VII el peregrí xinès Hiuen Tsiang va visitar les coves d'Ajanta, quan era rei Pulikesin II; vers el 760 els rashtrakutes van derrotar els chalukyes; el rei rashtrakuta, Krishna I, va construir el temple tallat a la roca de Kailas a Ellora. Enderrocats els rashtrakutes el 973, els chalukyes foren restaurats; els yadaves o seunes foren els seus feudataris; es coneix el nom de molts sobirans del segle ix però fins al 1187 no es va establir el govern de Bhillama I amb capital a Deogiri. Va morir en lluita amb el sobirà hoysala el 1191 però el seu net Singhana va estendre el regne de Khandesh al nord, fins a Mysore al sud; va envair també Gujarat i reividnidvaca haver conquerit quasi tota l'Índia.
El 1294 Ala al-Din Muhammad Shah I Khalji, després emperador (1296-1316) va envair Dècan, va derrotar el rei Ramchandra, el darrer rei yadava independent, prop de Deogiri, i el va opbligar a pagar tribut. Com que el tribut no arribava l'eunuc Malik Kafur fou enviat a la zona el 1307 i Ramchandra es va sotmetre altre cop; el seu fill i successor tampoc pagava i es va enviar una nova expedició: el 1318 el darrer rei Harpal, fou executat i la dinastia yadava suprimida.
Fou part del sultanat de Delhi fins al 1347 quan va quedar en mans de la nova dinastia bahmànida establerta al Dècan; el 1499 va quedar en mans del sultanat d'Ahmednagar. El 1600 Ahmednagar va caure en mans del príncep mogol Daniyal, després de matar a Chand Bibi; Malik Ambar, el ministre del sultanat, va dirigir la resistència durant anys el 1610 va fundar Kharki (que després fou Aurangabad en honor d'Aurangzeb), on va establir la seva residència. Mort Malik Ambar el 1626, Ahmedngar i Aurangabad no van tardar a passar als mongols (1636).
El 1724 va quedar dins els dominis del nizam d'Hyderabad, independitzat dels mogols al Dècan. Va restar en mans dels nizams.

## Geografia
Va formar un districte el 1864, reorganitzat lleugerament el 1905, i que estava situat al nord-oest de l'estat amb una superfície de 15.985 km². El districte comptava a 1.831 pobles i la següent població: 730.380 (1881), 828.975, (1891) 791.407 (1901, descens per la fam de 1899-1900). Estava dividit en deu talukes: Aurangabad, Ambarh, Jalna, Kannad, Bhokardan, Paithan, Gangapur, Vaijapur, Sillod i Khuldabad. Les dues darreres eren sarf-i-khas (talukes de la corona). La taluka principal, Aurangabad, mesurava 2036 km² amb una població de 121.121 habitants i capital a Aurangabad (36.837 habitants), comptatnt amb 270 pobles (66 cedits en jagir). Aquestes talukes s'integraven en tres subdivisions: I (amb Jalna, Sillod, Ambarh i Bhokardan), II (Vaijapur, Gangapur, Paithan i Kannad) i III (Aurangabad i Khuldabad). Les ciutats principals eren Aurangabad, Jalna, Kadirabad, Paithan i Vaijapur. El 85% de la població era hindu i el 12% musulmans. El 79% parlava marathi.
El 1950, sota ocupació índia, es va formar l'estat d'Hyderabad dins a la unió. El 1956 l'estat fou dividit i el districte va passar a Maharashtra.

## Arqueologia
- Coves i temples d'Ellora, les més elaborades, del segle II al VIII
- Coves d'Ajanta, amb 29 figures budistes, jainistes i bramàniques, i exquisides pintures.
- Coves de Ghatotkach a menys de 20 km a l'oest d'Ajanta
- Dotze coves budistes són al nord de la ciutat d'Aurangabad
- Fort de Daulatabad o Dawlatabad
- Edificis musulmans a Aurangabad, Daulatabad i Jalna, cap de gaire importància
- Khuldabad, poble amb diverses tombes incloent les de Aurangzeb, emperador mogol, i Asaf Jah I, el primer nizam